# Didymocarpus kerrii
Didymocarpus kerrii là một loài thực vật có hoa trong họ Tai voi. Loài này được Craib mô tả khoa học đầu tiên năm 1911.